# Xue Tao
Xue Tao (768-831) – chińska poetka z czasów dynastii Tang.
Była córką Xue Yuna, niskiego urzędnika z Chang’anu (wówczas stolicy państwa). Prawdopodobnie wkrótce po jej narodzinach ojciec został przeniesiony do Chengdu i zmarł zanim Xue Tao dorosła, przypuszcza się jednak iż zdążył udzielić jej klasycznego wychowania. Ponieważ jej matka była uboga, Xue została kurtyzaną. Dał się wówczas poznać jej talent humorystyczny i poetycki. Zwróciła na siebie uwagę Wei Gao, gubernatora okręgu Xichuan, który uczynił ją swoją osobistą konkubiną. Poznała wówczas wielu poetów, z którymi nawiązała bliskie przyjaźnie. Wei Gao zapewniał jej artystyczny patronat, dzięki czemu zdobyła sobie znaczną popularność.
Po śmierci Wei Gao w 805 roku zamieszkała w oddalonym od ludzkich siedzib ustroniu, w którym mieszkał inny wielki poeta tego okresu – Du Fu. Spędziła z dala od cywilizacji ostatnie 20 lat swojego życia, przez co późniejsze źródła uczyniły z niej taoistyczną pustelniczkę. Po śmierci wzniesiono w pobliżu jej grobu wieżę Wangjiang, do której w ciągu następnych stuleci dobudowano kolejne budowle.
Z około 450 wierszy Xue Tao większość zaginęła w XIV wieku. Do obecnych czasów przetrwało około 100. Xue Tao zajmowała się również muzyką i kaligrafią. Przypisuje się jej wynalezienie artystycznego papieru, służącego do spisywania poezji.